# Абд аль-Карім аль-Айрані
Абд аль-Карім аль-Айрані (араб. عبد الكريم علي يحي محمدعبد ألله الإرياني; 12 жовтня 1934 — 8 листопада 2015) — єменський державний і політичний діяч, прем'єр-міністр Єменської Арабської Республіки та об'єднаного Ємену.